# La tragedia di Marsdon Manor
La tragedia di Marsdon Manor è un racconto incluso in Poirot indaga, la prima raccolta di racconti di Agatha Christie con protagonista il piccolo e geniale investigatore belga Hercule Poirot, pubblicato per la prima volta nel Regno Unito nel 1924.

## Trama
Il direttore della Compagnia di Assicurazioni Northern Union chiede al suo amico Poirot di investigare sul caso di un uomo di mezza età che è morto per un'emorragia interna poche settimane dopo aver fatto un'assicurazione sulla vita per cinquantamila sterline.  L'uomo – il signor Maltravers – aveva delle difficoltà finanziarie e quindi si pensa abbia stipulato l'assicurazione per poi suicidarsi, in modo da mettere la giovane e bellissima moglie in una buona posizione economica. L'investigatore belga e Hastings si mettono in viaggio per Marsdon Manor in Essex, dove è stato trovato il cadavere dell'uomo, a terra e con accanto un fucile per cornacchie. I due parlano con la vedova ma non riescono a trovare niente di strano, pertanto se ne stanno per andare quando arriva il Capitano Blake. Un giardiniere dice a Poirot che l'uomo è venuto in visita anche il giorno prima di quello in cui Maltravers è morto. L'investigatore decide allora di parlare anche con il Capitano, e riesce a fargli dire che sapeva di un uomo che si era suicidato con un fucile per cornacchie in Africa, quando lui si trovava là. Poirot capisce che questa storia, che il Capitano aveva raccontato a tavola il giorno prima della morte, aveva dato alla signora Maltravers l'ispirazione per uccidere il marito. L'aveva così indotto a dimostrarle come il contadino africano della storia si era messo la pistola in bocca, poi aveva premuto il grilletto e il dottore locale, senza sospettare nulla, aveva certificato la morte naturale, avendo trovato solo del sangue sulle labbra dell'uomo. Poirot, per far confessare la donna, usa un attore che impersonifica il signor Maltravers, inducendo così la giovane terrorizzata a raccontare tutto.

## Edizioni
- Agatha Christie, La tragedia di Marsdon Manor, traduzione di Lidia Lax, collana Oscar Mondadori, Mondadori, 2006,  p. 236, ISBN 88-04-51610-0.